# Bienvenidos (émission de télévision)
Pour les articles homonymes, voir Bienvenidos.
Bienvenidos (Bienvenue en français), était une émission de télévision matinale chilienne, diffusée sur Canal 13 et présentée par Tonka Tomicic (2011-2021), Martín Cárcamo (2011-2019), Sergio Lagos (2020-2021) et Amaro Gómez-Pablos (2020-2021).

## Équipe

### Présentation
- Tonka Tomicic (2011-2021)

- Martín Cárcamo (2011-2019)
- Sergio Lagos (2020-2021)
- Amaro Gómez-Pablos (2020-2021)

### Panélistes
- Sergio Lagos
- Raquel Argandoña
- Gonzalo Muller
- Ángeles Araya
- Carlos Zárate
- Polo Ramírez

Press
- Marilyn Pérez
- Rodrigo Pérez

- Martín Herrera
- Franco Lasagna
- Leo Castillo

### Spécialistes
- Carolina Herrera (médecin)
- Michelle Adam (météorologue)
- Afife Docmac (spécialiste de la mode et de la beauté)

### Production
- Diego Sarmiento (producteur exécutif et réalisateur)
- Carolina Román (journaliste et éditrice de contenu)

### Sources
- (es) Cet article est partiellement ou en totalité issu de l’article de Wikipédia en espagnol intitulé « Bienvenidos (programa de televisión chileno) » (voir la liste des auteurs).